# Rick Riordan

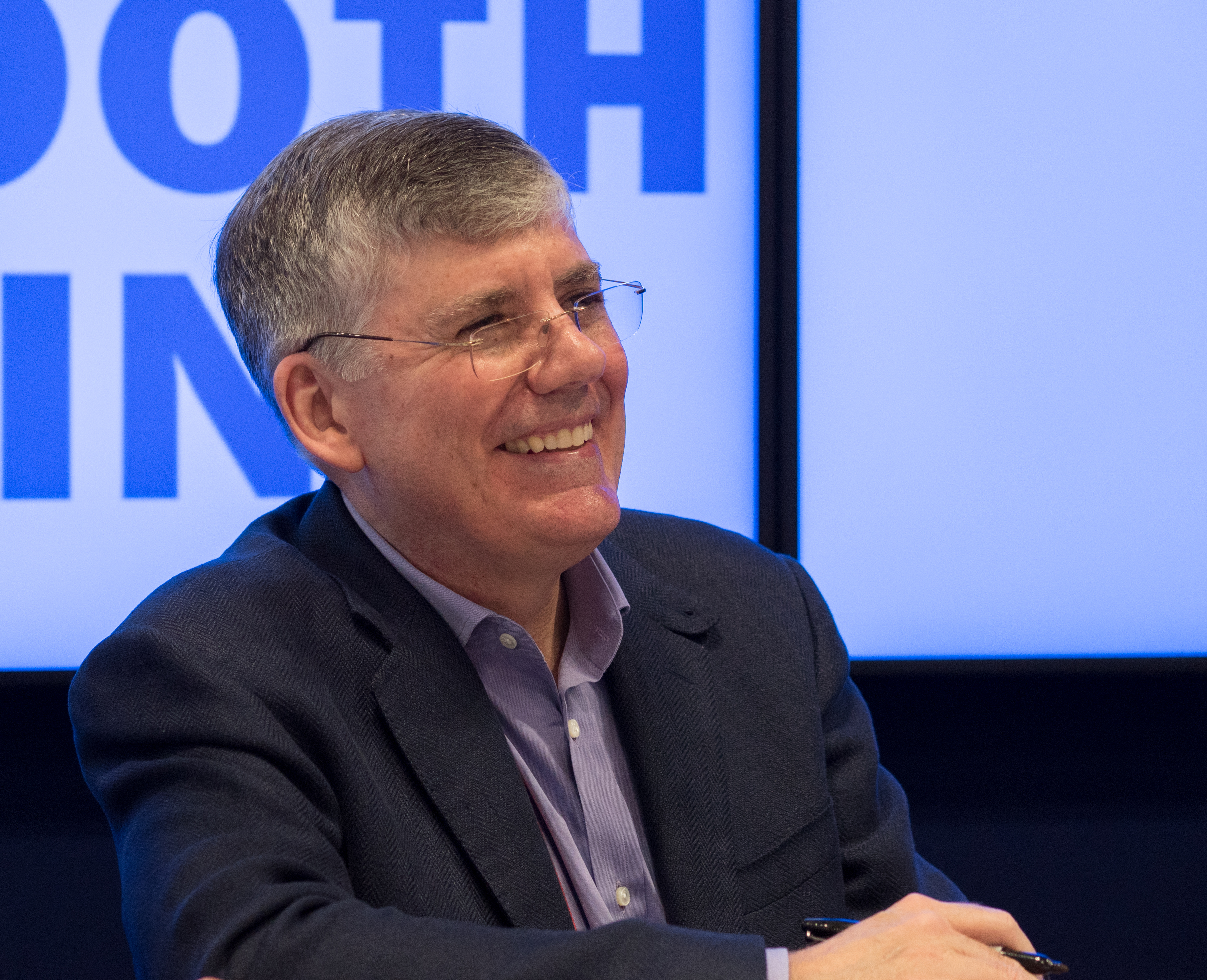
Rick Riordan 2018 auf der BookExpo America (USA)

Richard Russell „Rick“ Riordan Jr. (* 5. Juni 1964 in San Antonio, Texas) ist ein US-amerikanischer Schriftsteller, der vor allem für seine Romanreihe um den Halbgott Percy Jackson bekannt wurde.
Seinen Durchbruch erzielte er 2005 durch das Buch Diebe im Olymp, den ersten Teil der siebenbändigen Percy Jackson-Serie, die von einer Gruppe Jugendlicher mit Elementen aus der griechischen Mythologie handelt. Die Bücher wurden in 37 Sprachen übersetzt und in den USA 33 Millionen Mal verkauft. In Anlehnung an die Serie wurde 2010 und 2013 von 20th Century Fox eine zweiteilige Filmserie veröffentlicht.
Riordans Tres Navarre-Serie gewann die drei wichtigsten nationalen Auszeichnungen im Mystery-Genre – den Edgar, den Anthony und den Shamus. Auch verfasste er die Folgeserien zu Percy Jackson Helden des Olymp und Die Abenteuer des Apollo. Er hatte außerdem die Idee zu Die 39 Zeichen, deren ersten Band er selbst schrieb. Des Weiteren schrieb er die Buchreihen Die Kane-Chroniken und Magnus Chase.

## Leben
Rick Riordan wuchs in seinem Geburtsort San Antonio auf. Seine Mutter Lyn Belisle war Lehrerin, Musikerin und Künstlerin und sein Vater Rick Riordan Sr. war ebenfalls Lehrer sowie Keramiker. Riordan absolvierte die Alamo Heights High School und besuchte zunächst den Musikunterricht an der North Texas State, um Gitarrist zu werden. Danach wechselte er an die University of Texas in Austin und studierte Englisch und Geschichte; seine Lehrbefähigung in diesen Fächern erhielt er von der University of Texas in San Antonio. Er unterrichtete acht Jahre lang Anglistik und Sozialwissenschaften an der Presidio Hill School in San Francisco. In Kalifornien und Texas unterrichtete er griechische Mythologie in der Mittelstufe (6. bis 8. Klasse).

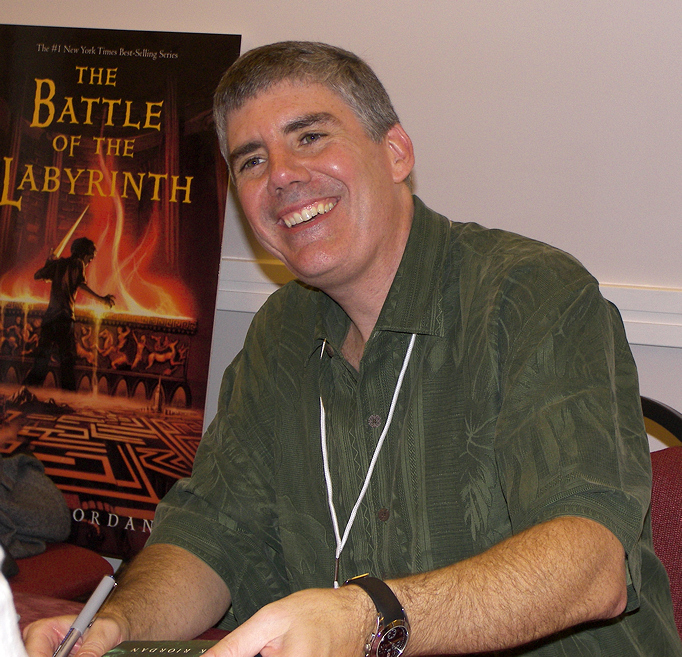
Rick Riordan, 2007

Riordan heiratete die von der Ostküste stammende Becky 1985 am gemeinsamen Geburtstag des Paares. Die beiden haben zwei Söhne, Haley und Patrick. Die Familie zog im Juni 2013 von San Antonio nach Boston, da ihr ältester Sohn Haley dort auf das College wechselte.
Den Schuldienst hat er quittiert und widmet sich nur noch der Entwicklung seiner Geschichten.

## Schaffen
Als Kind war Riordan von Fantasy begeistert und las Der Herr der Ringe zehn Mal. Er verfasste mit 13 Jahren seine erste Geschichte, die aber nicht veröffentlicht wurde. Seine ersten beiden veröffentlichten Werke waren zwei Kurzgeschichten, die im Literatur-Magazin der University of Texas erschienen.
Riordan schrieb, während er Vollzeit unterrichtete, Mystery-Romane für Erwachsene. Der erste Roman hieß Big Red Tequila. Es war das erste Buch der Tres-Navarre-Serie, das von einem lizenzlosen Privatdetektiv in Riordans Heimatstadt San Antonio handelt.
Es war sein Sohn Haley, der ihn zur Percy-Jackson-Serie als Gutenachtgeschichte inspirierte. Bei Haley war ADHS und Legasthenie diagnostiziert worden und dies brachte Riordan dazu, die Hauptfigur ebenso mit ADHS und Legasthenie zu erschaffen. Riordan informierte sich über Legasthenie und ADHS und erfuhr, dass Legastheniker und ADHS-Kinder kreativ sind und eher außerhalb von Schablonen denken. Selbst sagt Riordan über sich, indem er Percy als Legastheniker beschreibt, möchte er all den Kindern mit dieser Schwäche seinen Respekt erweisen.
Inspiriert auch von einem Schulprojekt „kreatives Schreiben“, bei dem sich Riordans Schüler Abenteuer über griechische Halbgötter ausdenken sollten, begann die Geschichte um Percy Gestalt anzunehmen. Er brauchte drei Nächte, um seinem Sohn die Geschichte zu erzählen. Sein Sohn bat seinen Vater, die Erzählung aufzuschreiben. Riordan testete die Story an seinen Schülern, bevor das Buch 2005 veröffentlicht wurde. Bis jetzt wurden sechs Fortsetzungen veröffentlicht.
Seitdem hat Riordan die Trilogie Die Kane-Chroniken und die Serie Die Helden des Olymp geschrieben. In den Kane-Chroniken (2010–2012) konzentrierte er sich auf die ägyptische Mythologie; Die Helden des Olymp waren die Fortsetzung der Percy Jackson-Serie. Riordan half auch bei der Entwicklung der 39 Zeichen und ihrer Spin-offs und schrieb sein erstes Buch, Die 39 Zeichen – Die Katakomben von Paris (2008). Seine jüngsten Veröffentlichungen sind drei Bücher in der Magnus Chase und die Götter von Asgard-Serie, welche auf der nordischen Mythologie basieren. Das erste Buch seiner Die Abenteuer des Apollo-Serie, welche auf der griechischen Mythologie basieren, Die Abenteuer des Apollo 1: Das verborgene Orakel, wurde im Mai 2016 veröffentlicht. Seitdem folgten vier weitere Romane.
Seit 2018 unterstützt Riordan ein Segment seines Verlags Disney-Hyperion, in dem unter dem Imprint Rick Riordan Presents mythologisch inspirierte Jugendbücher von Angehörigen der jeweiligen Kulturen erscheinen.

## Werke

### Tres Navarre
Veröffentlicht nur in englischer Sprache, durch den Bantam Verlag.
1. Big Red Tequila (1997), ISBN 0-553-57644-5
2. Widower’s Two-Step (1998), ISBN 0-553-57645-3
3. The Last King of Texas (2000), ISBN 0-553-57991-6
4. The Devil Went Down to Austin (2001), ISBN 0-553-57994-0
5. Southtown (2004), ISBN 0-553-58323-9
6. Mission Road (2005), ISBN 0-553-58326-3
7. Rebel Island (2007), ISBN 0-553-58784-6

### Percy-Jackson-Welt

#### Percy Jackson
Die englischen Ausgaben wurden vom Disney-Hyperion Verlag veröffentlicht und vom Carlsen Verlag in der deutschen Übersetzung von Gabriele Haefs herausgegeben.
1. Percy Jackson & the Olympians: The Lightning Thief (2005), ISBN 1-4352-5689-1
Percy Jackson – Diebe im Olymp (2006), ISBN 3-551-55437-4
2. Percy Jackson & the Olympians: The Sea of Monsters (2006), ISBN 0-545-27190-8
Percy Jackson – Im Bann des Zyklopen (2006), ISBN 3-551-55438-2
3. Percy Jackson & the Olympians: The Titan’s Curse (2007), ISBN 1-4395-6960-6
Percy Jackson – Der Fluch des Titanen (2010), ISBN 3-551-55729-2
4. Percy Jackson & the Olympians: The Battle of the Labyrinth (2008), ISBN 1-4395-7879-6
Percy Jackson – Die Schlacht um das Labyrinth (2011), ISBN 978-3-551-55439-0
5. Percy Jackson & the Olympians: The Last Olympian (2009), ISBN 1-4231-0147-2
Percy Jackson – Die letzte Göttin (2011), ISBN 3-551-55731-4
6. Percy Jackson & the Olympians: The Chalice of the Gods (2023), ISBN 978-0-241-64754-7
Percy Jackson – Der Kelch der Götter (2024), ISBN 978-3-551-55846-6
7. Percy Jackson & the Olympians: Wrath of the Triple Goddess (2024)

##### Weitere Kurzgeschichten
Die Sagenwelt der griechischen Götter erzählt aus der Sicht von Percy Jackson.
- Percy Jackson’s Greek Gods (2014), ISBN 89-6833-057-3
Percy Jackson erzählt: Griechische Göttersagen (2016), ISBN 978-3-551-55661-5
- Percy Jackson’s Greek Heroes (2015), ISBN 978-1-4231-8365-5
Percy Jackson erzählt: Griechische Heldensagen (2016), ISBN 3-551-55671-7
- Percy Jackson – Auf Monsterjagd mit den Geschwistern Kane (2015), ISBN 978-3-551-55683-7

##### Percy Jackson Comic
In Zusammenarbeit mit dem Autor Robert Venditti, Illustrationen von Attila Futaki, Orpheus Collar und Antoine Dodé, durch den Puffin Verlag und Disney-Hyperion Verlag veröffentlicht. Deutsche Fassung vom Carlsen Verlag herausgegeben.
1. Percy Jackson and the Lightning Thief: The Graphic Novel (2010), ISBN 978-0-14-133539-1
Percy Jackson – Diebe im Olymp (2011), ISBN 978-3-551-77561-0
2. Percy Jackson and the Sea of Monsters: The Graphic Novel (2013), ISBN 978-0-14-133825-5
Percy Jackson – Im Bann des Zyklopen (2013), ISBN 3-551-77562-1
3. Percy Jackson and the Titan’s Curse: The Graphic Novel (2014), ISBN 978-0-14-133826-2
Percy Jackson – Der Fluch des Titanen (2016), ISBN 3-551-77563-X
4. Percy Jackson and the Olympians The Battle of the Labyrinth: The Graphic Novel (2018), ISBN 978-1-4847-8235-4
Percy Jackson – Die Schlacht um das Labyrinth (2019), ISBN 3-551-77564-8
5. Percy Jackson and the Olympians The Last Olympian: The Graphic Novel (2019), ISBN 1-4847-8233-X

#### Helden des Olymp
Die englischen Ausgaben wurden vom Disney-Hyperion Verlag veröffentlicht und vom Carlsen Verlag in der deutschen Übersetzung durch Gabriele Haefs herausgegeben.
1. The Heroes of Olympus: The Lost Hero (2010), ISBN 978-1-4231-1339-3
Helden des Olymp – Der verschwundene Halbgott (2012), ISBN 978-3-551-55601-1
2. The Heroes of Olympus: The Son of Neptune (2011), ISBN 1-4231-4059-1
Helden des Olymp – Der Sohn des Neptun (2012), ISBN 3-551-55602-4
3. The Heroes of Olympus: The Mark of Athena (2012), ISBN 978-1-4231-4060-3
Helden des Olymp – Das Zeichen der Athene (2013), ISBN 3-551-55603-2
4. The Heroes of Olympus: The House of Hades (2013), ISBN 1-4231-4672-7
Helden des Olymp – Das Haus des Hades (2014), ISBN 3-551-55604-0
5. The Heroes of Olympus: The Blood of Olympus (2014), ISBN 1-4847-2491-7
Helden des Olymp – Das Blut des Olymp (2015), ISBN 978-3-551-55605-9

##### Helden des Olymp Comic
In Zusammenarbeit mit dem Autor Robert Venditti, Illustrationen von Nathan Powell, Orpheus Collar und Antoine Dodé, durch den Puffin Verlag und Disney-Hyperion Verlag veröffentlicht.
1. The Heroes of Olympus – The Lost Hero: The Graphic Novel (2014), ISBN 1-4231-6279-X
2. The Heroes of Olympus – The Son of Neptune: The Graphic Novel (2017), ISBN 1-4847-1621-3

#### Die Abenteuer des Apollo
Die englischen Ausgaben wurden vom Puffin Verlag und Disney-Hyperion Verlag veröffentlicht und vom Carlsen Verlag in der deutschen Übersetzung durch Gabriele Haefs herausgegeben.
1. The Trials of Apollo: The Hidden Oracle (2016), ISBN 978-1-4847-3274-8
Die Abenteuer des Apollo – Das verborgene Orakel (2017), ISBN 978-3-551-55688-2
2. The Trials of Apollo: The Dark Prophecy (2017), ISBN 978-1-4847-4642-4
Die Abenteuer des Apollo – Die dunkle Prophezeiung (2018), ISBN 978-3-551-55689-9
3. The Trials of Apollo: The Burning Maze (2018), ISBN 978-1-4847-4643-1
Die Abenteuer des Apollo – Das brennende Labyrinth (2019), ISBN 978-3-551-55690-5
4. The Trials of Apollo: The Tyrant’s Tomb (2019), ISBN 978-1-4847-4644-8
Die Abenteuer des Apollo – Die Gruft des Tyrannen (2020), ISBN 978-3-551-55691-2
5. The Trials of Apollo: The Tower of Nero (2020), ISBN 978-1-4847-4645-5
Die Abenteuer des Apollo – Der Turm des Nero (2020)

#### Komplettausgaben
- Percy-Jackson (2012), alle 5 Bände, ISBN 978-3-551-55352-2
- Percy Jackson erzählt: Griechische Sagen (2019), Göttersagen und Heldensagen, ISBN 3-551-31761-5

#### Einzelromane
- The Sun and the Star, mit Ko-Autor Mark Oshiro (2023)
Nico und Will – Reise ins Dunkel (2023), ISBN 978-3-551-58526-4

### Die Kane-Chroniken
Die englischen Ausgaben wurden vom Disney-Hyperion Verlag veröffentlicht und vom Carlsen Verlag in der deutschen Übersetzung durch Claudia Max herausgegeben.
1. Kane-Chronicles: The Red Pyramid (2010), ISBN 1-4231-1338-1
Die Kane-Chroniken – Die rote Pyramide (2011), ISBN 978-3-551-55587-8
2. Kane-Chronicles: The Throne of Fire (2011), ISBN 978-1-4231-4056-6
Die Kane-Chroniken – Der Feuerthron (2013), ISBN 978-3-551-55589-2
3. Kane-Chronicles: Serpents Shadow (2012), ISBN 1-4231-4057-5
Die Kane-Chroniken – Der Schatten der Schlange (2013), ISBN 3-551-55590-7

#### Weitere Kurzgeschichten
- Brooklyn House Magician’s Manual (2018), ISBN 0-14-137771-2

#### Die Kane-Chroniken Comic
Illustrationen von Orpheus Collar, durch den Puffin Verlag und Disney-Hyperion Verlag veröffentlicht.
1. The Red Pyramid: The Graphic Novel (2013), ISBN 0-14-135039-3
2. The Throne of Fire: The Graphic Novel (2015), ISBN 978-0-14-136658-6
3. The Serpent’s Shadow: The Graphic Novel (2017), ISBN 1-4847-8234-8

### Die 39 Zeichen
Die englische Ausgabe wurden vom Scholastic Verlag veröffentlicht und vom cbj avanti Verlag in der deutschen Übersetzung durch Bernd Stratthaus herausgegeben.
1. The 39 Clues: The Maze of Bones (2008), ISBN 0-545-09054-7
Die 39 Zeichen – Die Katakomben von Paris (2010), ISBN 3-570-17019-5

### Magnus Chase
Die englischen Ausgaben wurden vom Disney-Hyperion Verlag veröffentlicht und vom Carlsen Verlag in der deutschen Übersetzung durch Gabriele Haefs herausgegeben.
1. Magnus Chase and the Gods of Asgard: The Sword of Summer (2015), ISBN 1-4847-6038-7
Magnus Chase – Das Schwert des Sommers (2016), ISBN 978-3-551-55668-4
2. Magnus Chase and the Gods of Asgard: The Hammer of Thor (2016), ISBN 0-14-134254-4
Magnus Chase – Der Hammer des Thor (2017), ISBN 978-3-551-55669-1
3. Magnus Chase and the Gods of Asgard: The Ship of the Dead (2017), ISBN 1-4231-6093-2
Magnus Chase – Das Schiff der Toten (2018), ISBN 978-3-551-55670-7
4. Magnus Chase and the Gods of Asgard: 9 From the Nine Worlds (2018), ISBN 978-1-368-02404-4

### Einzelromane
- Daughter of the Deep. Puffin, London 2021, ISBN 978-0-241-53816-6
Tochter der Tiefe, übersetzt von Gabriele Haefs. Carlsen, Hamburg 2022, ISBN 978-3-551-55755-1

## Verfilmungen
- Percy Jackson – Diebe im Olymp hatte seinen deutschen Kinostart am 11. Februar 2010. Als Vorlage diente der erste Percy-Jackson-Roman von Riordan. Die Rechte sicherte sich 20th Century Fox bereits vor Erscheinen des Jugendbuches 2004 und beauftragten Chris Columbus die Regie zu übernehmen. Die Handlungen weichen im Film jedoch stark von denen im Buch ab.[7]

- Percy Jackson – Im Bann des Zyklopen startete am 15. August 2013 in den deutschen Kinos, basierend auf dem gleichnamigen zweiten Roman der Percy-Jackson-Reihe von Riordan. Auch hier blieben die Rechte bei 20th Century Fox, wobei die Regie diesmal von Thor Freudenthal geführt wurde. Auch hier wurde die Handlung stark verändert.[8]

- Percy Jackson: Die Serie startete im Dezember 2023 auf Disney+.

## Diebe im Olymp: Das Percy Jackson Musical
Das Musical Diebe im Olymp: Das Percy Jackson Musical (engl. Originaltitel The Lightning Thief: The Percy Jackson Musical) wurde 2014 uraufgeführt und beruht auf dem gleichnamigen Roman.

## Hörbücher

### Percy Jackson
Die englischen Hörbücher wurden von Jesse Bernstein gelesen und im Listening Library Verlag veröffentlicht und vom Lübbe Audio Verlag in der deutschen Lesung von Marius Clarén herausgegeben.
1. Percy Jackson and the Olympians: The Lightning Thief (2005), dt. Percy Jackson – Diebe im Olymp (2010) gekürzt, ISBN 978-3-7857-4005-7
2. Percy Jackson and the Olympians: The Sea of Monsters (2006), dt. Percy Jackson – Im Bann des Zyklopen (2010) gekürzt, ISBN 978-3-7857-4404-8
3. Percy Jackson and the Olympians: The Titan’s Curse (2007), dt. Percy Jackson – Der Fluch des Titanen (2011) gekürzt, ISBN 978-3-7857-4443-7
4. Percy Jackson and the Olympians: The Battle of the Labyrinth (2008), dt. Percy Jackson – Die Schlacht um das Labyrinth (2011) gekürzt, ISBN 978-3-7857-4532-8
5. Percy Jackson and the Olympians: The Last Olympian (2009), dt. Percy Jackson – Die letzte Göttin (2011) gekürzt, ISBN 978-3-7857-4533-5

#### Weitere Kurzgeschichten
Die Sagenwelt der griechischen Götter erzählt aus der Sicht von Percy Jackson.
- Percy Jackson’s Greek Gods (2014), dt. Percy Jackson erzählt: Griechische Göttersagen (2016) gekürzt, ISBN 3-7857-5212-1
- Percy Jackson’s Greek Heroes (2015), dt. Percy Jackson erzählt: Griechische Heldensagen (2016), ISBN 978-3-7857-5371-2
- Percy Jackson – Auf Monsterjagd mit den Geschwistern Kane (2017), ISBN 3-86742-340-7

### Die Kane Chroniken
Die englischen Hörbücher wurden von Kevin R. Free sowie Katherine Kellgren gelesen und im Brilliance Corp. Verlag veröffentlicht. Im Deutschen wurde es vom Hörbuchverlag Hamburg unter dem Label Silberfisch herausgegeben. Übersetzung erfolgte durch Claudia Max, gelesen von Lotte Ohm und Stefan Kaminski.
1. Kane-Chronicles: The Red Pyramid (2014), dt. Die Kane-Chroniken – Die rote Pyramide (2016) gekürzt, ISBN 3-86742-888-3
2. Kane-Chronicles: The Throne of Fire (2012), dt. Die Kane-Chroniken – Der Feuerthron (2016) gekürzt, ISBN 3-86742-889-1
3. Kane-Chronicles: Serpents Shadow (2014), dt. Die Kane-Chroniken – Der Schatten der Schlange (2013), ISBN 3-86742-165-X

### Helden des Olymp
Die ersten drei englischen Hörbücher wurden von Joshua Swanson gelesen, die zwei letzten durch Nick Chamian und dem Listening Library Verlag veröffentlicht. Auf Deutsch von Silberfisch, Hörbuch Hamburg, herausgegeben. Gelesen von Marius Clarén, in der Übersetzung durch Gabriele Haefs.
1. The Heroes of Olympus: The Lost Hero (2010), dt. Helden des Olymp – Der verschwundene Halbgott (2012), ISBN 3-7857-4751-9
2. The Heroes of Olympus: The Son of Neptune (2011), dt. Helden des Olymp – Der Sohn des Neptun (2013), ISBN 3-7857-4752-7
3. The Heroes of Olympus: The Mark of Athena (2012), dt. Helden des Olymp – Das Zeichen der Athene (2013), ISBN 3-7857-4876-0
4. The Heroes of Olympus: The House of Hades (2013), dt. Helden des Olymp – Das Haus des Hades (2014), ISBN 3-7857-5046-3
5. The Heroes of Olympus: The Blood of Olympus (2014), dt. Helden des Olymp – Das Blut des Olymp (2015), ISBN 3-7857-5198-2

### Magnus Chase
Gelesen von Nicolás Artajo aus der deutschen Übersetzung von Gabriele Haefs, veröffentlicht durch Silberfisch, Hörbuch Hamburg.
1. Magnus Chase – Das Schwert des Sommers (2016), ISBN 3-86742-285-0
2. Magnus Chase – Der Hammer des Thor (2017), ISBN 3-86742-324-5
3. Magnus Chase – Das Schiff der Toten (2018), ISBN 978-3-86742-384-7

Kurzgeschichten:
- Magnus Chase – Geschichten aus den Neun Welten (2018) ISBN 978-3-551-55394-2

### Die Abenteuer des Apollo
Gelesen von Jona Mues aus der deutschen Übersetzung von Gabriele Haefs und veröffentlicht durch Silberfisch, Hörbuch Hamburg.
1. Die Abenteuer des Apollo – Das verborgene Orakel (2017) gekürzt, ISBN 3-86742-345-8
2. Die Abenteuer des Apollo – Die dunkle Prophezeiung (2018) gekürzt, ISBN 3-7456-0037-1
3. Die Abenteuer des Apollo – Das brennende Labyrinth (2019) gekürzt, ISBN 3-7456-0097-5

## Auszeichnungen
- 1998: Shamus Award[9] und Anthony Award für Big Red Tequila
- 1999: Edgar Award für das beste Originaltaschenbuch für den Widower’s Two-Step[10]
- 2002: Master Teacher Award[11]
- 2007: Hampshire Book Awards für Percy Jackson – Diebe im Olymp
- 2008: Mark Twain Award für Percy Jackson – Diebe im Olymp[12]
- 2009: Mark Twain Award für Percy Jackson – Im Bann des Zyklopen[13]
- 2009: Rebecca Claudill Award für Percy Jackson – Diebe im Olymp[14]
- 2010: School Library Journal Bestes Buch für Die rote Pyramide
- 2011: Children’s Choice Book Awards als Autor des Jahres und für das Buch des Jahres Die rote Pyramide[15]
- 2011: Wyoming Soaring Eagle Book Award für Die letzte Göttin[16][17]
- 2011: Milner Award für die Buchreihe Percy Jackson[18]
- 2012: Indian Paintbrush Award für Die rote Pyramide[19]
- 2013: Bestes Sachbuch für Kinder in Bulgarien für Das Zeichen der Athene
- 2017: Stonewall Book Award für Kinderliteratur für Magnus Chase – Der Hammer des Thor[20]